# Valla Field
Pour les articles homonymes, voir Valla.
 (janvier 2023).
Valla Field est un sommet situé à Unst, une des îles du Nord (North Isles) de l'archipel des Shetland, au nord-est de l'Écosse. D'une altitude de 216 m, le sommet domine la baie de Doun Hellier et l'océan Atlantique à l'ouest, distant d'un peu plus de 600 mètres.
Il s'agit du 2e plus haut sommet de l'île d'Unst après le Saxa Vord (285 m) et du 14e plus haut sommet de l'archipel des Shetland.